# Cymbocarpa
Cymbocarpa Miers – rodzaj myko-heterotroficznych roślin bezzieleniowych z rodziny trójżeńcowatych (Burmanniaceae), obejmujący 2 gatunki: Cymbocarpa refracta Miers, występujący na Karaibach i w Ameryce, od Kostaryki do Peru i Brazylii, oraz Cymbocarpa saccata Sandwith, występujący w Gujanie, Peru i północnej Brazylii. Oba gatunki zasiedlają nizinne, wilgotne lasy równikowe.
Nazwa naukowa rodzaju pochodzi od greckich słów κυμβη (kymbē – łódź) i καρπός (karpos – owoc) i odnosi się do kształtu torebek roślin z tego rodzaju. 

## Morfologia
ŁodygaPodziemne, cylindryczne kłącze, pokryte gęsto łuskowatymi liśćmi i korzeniami.
LiścieLiście bezzieleniowe, łuskowate.
KwiatyKwiaty obupłciowe, 3-pręcikowe, pojedyncze lub zebrane w 2–8-kwiatową dwurzędkę. Okwiat pojedynczy, biały. Listki okwiatu położone w 2 okółkach, wewnętrzny mniejszy od zewnętrznego. Pręciki o główkach siedzących. Zalążnia jednokomorowa. Znamiona słupków z nitkowatymi wyrostkami.
OwoceŁódkokształne torebki, zawierające brązowe nasiona

## Systematyka
Według APW (aktualizowany system APG IV z 2016) rodzaj należy do rodziny trójżeńcowatych (Burmanniaceae), w rzędzie pochrzynowców (Dioscoreales) w obrębie kladu jednoliściennych (monocots).